# Construccions de pedra seca I (les Borges Blanques)
Les Construccions de pedra seca I és una obra de les Borges Blanques (Garrigues) inclosa a l'Inventari del Patrimoni Arquitectònic de Catalunya.

## Descripció
Cabana de volta feta aprofitant un coster i coberta de vegetació. Les pedres que formen la portalada o els muntants són irregulars i es disposen de forma decreixent. La porta s'ha desplaçat una mica a la dreta. Al seu interior hi ha una llar de foc, un armari i una menjadora pels animals. Al damunt de l'estable hi ha un altell amb una escala de fusta per l'accés, ja que hi tenen la palla que alhora es feia servir com a habitació per a dormir petites estades.